# King Drive (métro de Chicago)
King Drive (anciennement South Park) est une station aérienne de la ligne verte du métro de Chicago. South Park était l'une des cinq stations d'origine sur la Jackson Park Branch, les autres étaient Stony Island (alias Jackson Park), Dorchester, University (toutes trois fermées en 1982) et Cottage Grove.

## Historique
La station a été construite en 1892, sur base des plans de Myron H. Church, lorsque le South Side Rapid Transit a étendu son service vers le sud afin de desservir l'Exposition universelle de 1893 (World's Columbian Exposition). Elle était composée de deux entrées principales, une pour chaque sens de voyage, Il n'y avait aucun lien entre les deux plateformes
Dans les années 1920, le nord de Woodlawn où se trouve la station est devenu l'un des quartiers touristiques les plus importants de Chicago grâce aux nombreuses boutiques qui s’étaient ouvertes en profitant des retombées financières et touristiques de desservir l'Exposition universelle de 1893.
Durant la crise d’après Seconde guerre mondiale, le quartier de Woodlawn a vu la possibilité de s’y procurer un logement bon marché, connu une forte migration des peuples des États du sud du pays. De nombreuses entreprises ont quitté la zone qui est tombée progressivement à l’abandon tout comme la station Cottage Grove. 
En 1960, la population de Woodlawn  avait complètement changé puisque les logements, occupés à 89 % par des afro-américains, étaient surpeuplés et que les attractions commerciales avaient toutes quitté le quartier. 
En 1968, South Park fut rebaptisée comme le boulevard qu’elle traverse en la mémoire de Martin Luther King. 
En 1970, King Drive est devenu l'un des rares stations à ne plus autoriser l’embarquement que dans le sens Inbound vers le centre-ville. Les passagers en provenance du centre pouvaient toujours y descendre mais il n’était plus possible de prendre le métro vers le terminus de l’époque  de Jackson Park (une configuration similaire fut appliquée au même moment aux stations Cottage Grove, University et Isabelle sur la ligne mauve). Le stand des agents et la salle des guichets sur le quai Outbound furent  supprimés. 
L’abandon de cette desserte fut remplacé par le bus qui rejoignait 63rd Street également, ce qui permit à la Chicago Transit Authority de limiter son budget alloué à cette partie de son réseau. 
Le 4 mars 1982 le service sur la branche vers Jackson Park fut interrompu en raison des infrastructures défaillantes laissées à l’abandon depuis de nombreuses années. Le maire de l’époque Jane Byrne annonça la reconstruction de quatre ponts de la ligne et la destruction des autres voies faisant de Cottage Grove, à partir du 12 décembre 1982, le nouveau terminus de la ligne. King Drive fut la seule station avec Cottage Grove à être conservée sur l’ancienne Jackson Park Branch. 
La réhabilitation de la station et de l’infrastructure avoisinante débuta en 1989, la station fut fermée le 1er décembre 1991. 
Elle rouvre exactement au même endroit le 31 octobre 1993 (soit le même jour que la ligne orange) mais le nouveau bâtiment offre de plus grands espaces d’accès aux quais et un ascenseur est construit afin de rendre la station accessible aux personnes à mobilité réduite. 
King Drive ferma à nouveau ses portes en janvier 1994 lors de la réhabilitation complète de la ligne verte mais seuls des travaux d’entretien y furent entrepris vu sa récente reconstruction. 
Aujourd’hui King Drive continue d'être une station permettant l’embarquement Inbound uniquement et la nouvelle station fut reconstruite suivant ce principe (il n’existe toujours pas de salle des guichets sur le quai sud), un autre ascenseur et deux escaliers permettent la sortie vers la rue à partir de la plate-forme Outbound.

## Dessertes
| Nord/Ouest                |  |             |  | Sud/Est                  |
| ------------------------- |  | ----------- |  | ------------------------ |
| Garfield vers Harlem/Lake |  | ligne verte |  | Cottage Grove (terminus) |
| modifier sur Wikidata     |  |             |  |                          |

## Correspondances
Avec les bus de la Chicago Transit Authority :
- #3 King Drive
- #X3 King Drive Express
- #N4 Cottage Grove (Owl Service)
- #63 63rd St (Owl Service)